# Орига
О́льга Вита́льевна Я́ковлева (12 октября 1970, Коченёво, Новосибирская область — 17 января 2015, Токио), известная под псевдонимом О́рига (яп. オリガ, ромадзи Origa) — японская певица, композитор и автор текстов русского происхождения.

## Биография
В пять лет поступила в музыкальную школу. В 1986 году поступила в Новосибирское музыкальное училище (ныне Новосибирский музыкальный колледж имени А.Ф. Мурова). После окончания училища в 1990, в декабре 1990 года, по приглашению профессора Канэко приехала в японский город Саппоро по трёхмесячной программе. Профессор Канэко из Университета Саппоро во время посещения России по просьбе своего знакомого, директора детской музыкальной школы при корпорации Kawai искал девушку с хорошими вокальными данными для частного концерта. Информация о русской певице быстро распространилась, и Яковлева получила приглашения на ряд сезонных фестивалей. Зимой 1992 года устроитель концерта Ёсинобу Цуцуми так заинтересовался Яковлевой, что предложил записать и выпустить пробный мини-альбом. Во время записи решил представить президенту Road&Sky Group Такахаси.
Заключив контракт с этой компанией, 25 мая 1994 года Яковлева выпустила альбом «Origa» под лейблом Toshiba/EMI Co. Inc. В 1995 году Origa впервые попробовала продюсировать бэк-вокал для альбома «Repeat Performance III» Сейрю Отака. Потом исполняла вокальную партию в сингле «Мария» Хамады Сёго для благотворительного выступления, в помощь жертвам землетрясения в Осаке и Кобэ. 1 июля 1995 года R & S издала этот сингл. В последующие годы Origa не раз выступала с разными артистами. В 1996 году представляла поп-эстраду Японии в проводимой 4 раза в год радиопередаче «Японская поп-сцена» на Радио Японии.
Она давала концерты не только в Токио, а также в Нагое, Нэмуро и в других городах Японии. Второй сингл «Полюшко-поле», выпущенный 23 июля 1998 года, стал вступительной песней в телевизионной драме «Ао но Дзидай» на канале TBS. Её четвёртый альбом «Вечность» в 1998 году был первым русскоязычным альбомом в Японии, который занимал 64 место в национальном чарте «Орикон». 14 октября 1999 года вышел её первый сборник — «The Best of Origa».
Также певица работала в проекте многосерийного аниме «Fantastic Children», где примечательна песня «Mizu no Madoromi», исполненная в двух вариантах, на японском и русском языках. Русский вариант назван «Побеждает любовь». В 2006 году Орига совместно с Ёко Канно приняла участие в проекте «Ghost in the Shell: S.A.C. Solid State Society», исполнив вступительную песню «Player» совместно с японской группой Heartsdales и финальную песню «Date of Rebirth». Автором текстов этих песен является сама Орига.
К 2007 году было выпущено семь альбомов, два мини-альбома и четыре сингла. Широкую известность за пределами Японии ей принёс сингл для аниме-сериала Ghost in the Shell: Stand Alone Complex под названием «Inner Universe», композитором которого стала Ёко Канно. Песня «Inner Universe» в исполнении Ориги (на смеси русского, латинского и английского языков) входила в списки десяти лучших заставок к аниме в истории
Ёко Канно принимала участие в записи почти всех альбомов Ольги, они дружили.
Орига скончалась 17 января 2015 года в одной из токийских клиник в возрасте 44 лет от остановки сердца. Она поступила в госпиталь в префектуре Канагава за 8 дней с диагнозом рак лёгких. Ряд неизданных треков вошёл в посмертный альбом, выпущенный в 2015 году.

## Память
Японско-корейский пианист и композитор Ян Банон (Кунихико Рё) посвятил Ориге композицию «Meteor ~ Nora», вошедшую в альбом Light & Shadow (2021).

## Прочие работы
- Ольга (демо, 1991)
- Kaze no Naka no Soritea / Одиночество на ветру (сингл, 1995)
- Polyushko Pole: Le Vent Vert ~ Le Temps Bleu (Polyushko Pole) / Полюшко-поле: Зелёный ветер ~ Синее время (Сингл, 1998)
- Ария (Мини-альбом) (1996)
- Maria (сингл, 1998)
- Mizu no Madoromi / Сонные воды (сингл, 2004)
- Spiral / Спираль (сингл, 2006)
- Land of Love (сингл, 2006)
- Leleyala (сингл, 2006)
- 花曇り/ Hanagumori / Spring Fog (сингл, 2006)

## Проекты
- Ryo Kunihiko (梁邦彦) — The Gate of Dreams (1996 — Вокал в песнях «風の誓い (The Oath of the wind)», «Triumph of the Soul Behemian»)
- Ryo Kunihiko (梁邦彦) — Into The Light (1998 — Вокал в песне «St.Medieval Rain»)
- Ao no Jidai: Оригинальный ТВ саундтрек / Разные артисты (1998 — Текст и вокал в песне «Le Vent Vert ~ Le Temps Bleu (Полюшко-поле)»)
- Nakamori Akina (中森明菜) — SPOON (1998 — Музыка и бэк-вокал в песнях «Hanagumori», «ユア・バースデイ (Your Birthday)», «Blowing From The Sun», «嵐の中で (In a storm)»)
- Turn-A Gundam: The Concert / Yoko Kanno (2000 — Вокал в песне «Moon») Однако, студийная версия этой песни выполнена без участия Ориги.
- Yukiyo Nakamura (中村幸代) — Harvest (2000 — Вокал в песне «Wish»)
- Ryo Kunihiko (梁邦彦) — Pan-O-Rama (2001 — Вокал в песне «Rainbow Leaves»)
- Princess Arete: Оригинальный саундтрек фильма / Akira Senju (2001 — Текст и вокал в песнях «Красно Солнце», «Красно солнце (Prologue)», «Majo no Yubiwa», «Красно Солнце (Story)»)
- Ghost in the Shell: Stand Alone Complex — Оригинальный ТВ саундтрек 1 / Yoko Kanno (2003 — Текст и вокал в песне «Inner Universe»)
- «GET9» [Сингл] / Yoko Kanno (2004 — Текст и вокал в песне «Rise»)
- Ghost in the Shell: Stand Alone Complex — Оригинальный ТВ саундтрек + / Yoko Kanno (2004 — Текст и вокал в песнях «Inner Universe» и «Rise (ТВ-редакция)»)
- Ghost in the Shell: Stand Alone Complex — Оригинальный ТВ саундтрек 2 / Yoko Kanno (2004 — Текст и вокал в песне «Rise»)
- Ghost in the Shell: Stand Alone Complex — Оригинальный ТВ саундтрек 3 / Yoko Kanno (бэк-вокал в песне «Flashback memory plug»)
- Fantastic Children: Drama & Image Album / Kouji Ueno (2005 — Русский текст и вокал в песне «Fuyuu Yume» — японская и русская версии)
- Fantastic Children: Drama & Image Album / Kouji Ueno (2005 — Русский текст и вокал в песне «Mizu no madoromi» — японская и русская версии)
- Fantastic Children: Оригинальный ТВ саундтрек 1 / Kouji Ueno (2005 — Текст и вокал в песне «Побеждает Любовь» (ТВ-редакция)
- Ghost in the Shell: S.A.C. Solid State Society — Оригинальный саундтрек / Yoko Kanno (2006 — вступительная песня «Player» совместно с японской группой Heartsdales, финальная песня и текст «Date of rebirth»)
- Yoko Kanno — CM Yoko (2007 — Вокал в песне «Exaelitus»)
- Ryo Kunihiko (梁邦彦) — AION Original Sound Track (2008 — Вокал в песнях «The Wings of Knight», «Song Of Moonlight», «Voices from The Ruins»)
- Ryo Kunihiko (梁邦彦) — Piano Sketch (2008 — Вокал в песне «Too Far Away (Asian Sanctus Version»)
- SUGIZO — RISE TO COSMIC DANCE (2008, релиз DVD в 2009 — Живой концерт. Большинство песен исполнено с участием ORIGA)
- Luna-Haze —《月詠み月食む ～佰奇耶病譚～》(2010 — Вокал в песне «Tsukiyomi Tsukihamu (月詠み月食む)»)
- SUGIZO — FLOWER OF LIFE (2011 — Вокал в песнях «ENOLA GAY», «ARC MOON», «TELL ME WHY YOU HIDE THE TRUTH?», «The EDGE»)
- Operation SAKURA (2011 — Текст и вокал в песнях «INORI» и «Золотые нити»)
- Final Fantasy XIII-2 OST (2011 — Вокал в песнях «New Bodhum», «New Bodhum - Aggressive Mix», «Historia Crux», «Missing Link», «Parallel Worlds», «Parallel World - Aggressive Mix», «The Spacetime Interval»)
- Himekami -— Starry Tales Soundtrack (2011 — Вокал в песнях «Wings for Freedom», «Astraea», «Starry Tales», «Shining Future»)
- Ryo Kunihiko — Piano Fantasy (2013 — Вокал в песнях «Forgotten Sorrow (Origa Ver.)», «Timeless Story (Origa Ver.)»)
- Himekami — Voyage To Another World (2013 — Вокал в песнях «Voyage To Another World», «An Eternal Flower», «Miracle Presents from The Nature», «Blue Ice Calmly Flows»)
- Аллоды Онлайн OST (2013 — Вокал в песнях «Сердце Мира», «Слёзы Дубрав», «Руины Плагата»)
- Pierre Nakano (ピエール中野) — Chaotic Vibes Orchestra (2014 — Вокал и текст в песне «Animus»)
- Ar nosurge Genometric Concert side.蒼〜刻神楽〜(アルノサージュ) (2014 — Вокал и текст в песнях «em-pyei-n vari-fen jang;», «yal fii-ne noh-iar;»)
- XES feat. Origa — Black Tears (сингл, 2014 — Бэк-вокал)
- HeroWarZ Anime Trailer — Audrey theme (2014 — Вокал и текст)
- Himekami -— Mt. Fuji and Countless Stars (Soundtrack) (2016 —  Вокал в песнях «Fuji Mountain», «An Eternal Flower (Fuji Version)», «Blue Ice Calmly Flows (Fuji Version)»)